# Унтергрёнинген (замок)
Унтергрёнинген (нем. Schloss Untergröningen) — барочный замок на горном отроге в местности Фрикенхофер Хёэ. Комплекс расположен в старинной деревне Унтергрёнинген, в коммуне Абтсгмюнд, в районе Восточный Альб, в земле Баден-Вюртемберг, Германия. Замок принадлежит местному муниципалитету и в настоящее время используется, среди прочего, как выставочное пространство.

## История

### Ранний период
На месте нынешнего комплекса замок существовал уже в XIV веке. Впервые Унтергрёнинген упоминается в документах от 7 ноября 1351 года. Тогда Ульрих VI фон Рехберг продал город Зиндельфинген за 5000 фунтов. В 1413 году после смерти Вильгельма III фон Рехберга замок перешёл во владение семьи фон Иберг, которая в 1436 году продали его Конраду Шенку фон Лимпургу и его братьям за 5250 золотых рейнских гульденов.
В XV веке у замка было одновременно несколько владельцев. Однако в конце концов представители рода Шенк фон Лимпург смогли стать единоличными владельцами Унтрегрёнингена.

### Эпоха ренессанса
Примерно в 1564 году Кристоф Шенк фон Лимпург превратил средневековую крепость в свою главную резиденцию и возвёл здесь дворец. Об этом до сих пор свидетельствует надпись на гербе на той стороне комплекса, где находился основной вход в до строительства западных ворот.
В 1603 году началась масштабная реконструкция замка. В результате Унтрегрёнинген был превращён в охотничий замок и одновременно летнюю резиденцию. В числе прочего были построены северное и восточное крылья жилого комплекса. В 1690 году имение перешло во владение линии Лимпург-Спекфельд-Зонтхейм. Однако этот род пресёкся в 1713 году из-за отсутствия потомков мужского пола.

### XVIII век
Ещё в 1690 году возник спор о наследстве. Судебные разбирательства затянулись до 1774 года. К тому времени на право владения имением и замком Унтрегрёнинген претендовали десять человек. И все — женского пола. В итоге сопр должен был решиться внесудебной жеребьёвкой. Так новыми собственниками стали представители линия Лимпург-Зонтхайм-Грёнинген. В частности, фактической владелицей стала принцесса Мария Фридерика София Шарлотта фон Гогенлоэ-Вальденбург-Бартенштайн (родилась 18 февраля 1714 года — † 1 мая 1777 года) из влиятельного рода Гогенлоэ.
С 1775 года началась радикальная перестройка дворцового комплекса. Фортификационный сооружений оказались практически полностью снесены. В течение последующих лет Унтергрёнинген приобрёл нынешний вид. Фасады были оформлены в стиле барокко. Помимо прочего, прежний подъёмный мост заменили массивным стационарным сооружением. Замковую церковь, которая до того была протестантской, переделали в католическую.

### XIX век
В 1804 году начался новый спор о правах владения. Принц Людвиг Алоизий вступил в конфликт с имперским вице-канцлером Францем де Пауло Гундакером фон Коллоредо-Маннсфельдом.
Благодаря медиатизации, основные правила которой оговаривались в особом акте 1806 года, новыми собственниками комплекса стали власти Королевства Вюртемберг. Окончательно вопрос был урегулирован, когда принц Рудольф фон Коллоредо-Маннсфельд отказался от претензий на замок за компенсацию в 141000 гульденов. Договор был подписан 2 января 1827 года. После этого в замке были устроены апартаменты для королевских чиновников и католическая школа.
В течение XIX веке замок использовали в самых разных целях. Так, в 1852 году здесь была устроена столовая для бедняков, а также мастерская по изготовлению шкатулок. В 1862 году в южном крыле открыли частную среднюю школу.

### XX век
В начале XX века замок использовался для самых разных нужд. Здесь находились службы управления католическими и протестантскими приходами, а периодически здесь функционировали детский сад и начальная школа.
После Второй мировой войны в замковом комплексе были устроены квартиры, где размещали беженцев с востока. Со временем Унтрегрёнинген серьёзно обветшал, а его коммуникации устарели.
В конце 1980-х годов замок находился в плачевном состоянии. Крыши протекали, а внутри царило запустение. Наконец в 1996 году муниципальные власти приняли решение о капитальном ремонте комплекса. После завершения реставрации в замке устроили выставочные галереи, а часть помещений передали в ведение местного католического прихода и краеведческого объединения.

## Художественное объединение KISS
Летом 2001 года участники художественного объединение KISS (от немецкого Kunst im Schloss — «Искусство в замке») открыли первый сезон искусства и культуры. Большинство акций и выставок проходили непосредственно в замке Унтергрёнинген. C 2016 года выставки и прочие культурные мероприятия стали проводиться не только летом, а в течение всего года. Здесь проводятся конкурсы молодых талантов, концерты и лекции.

## Галерея

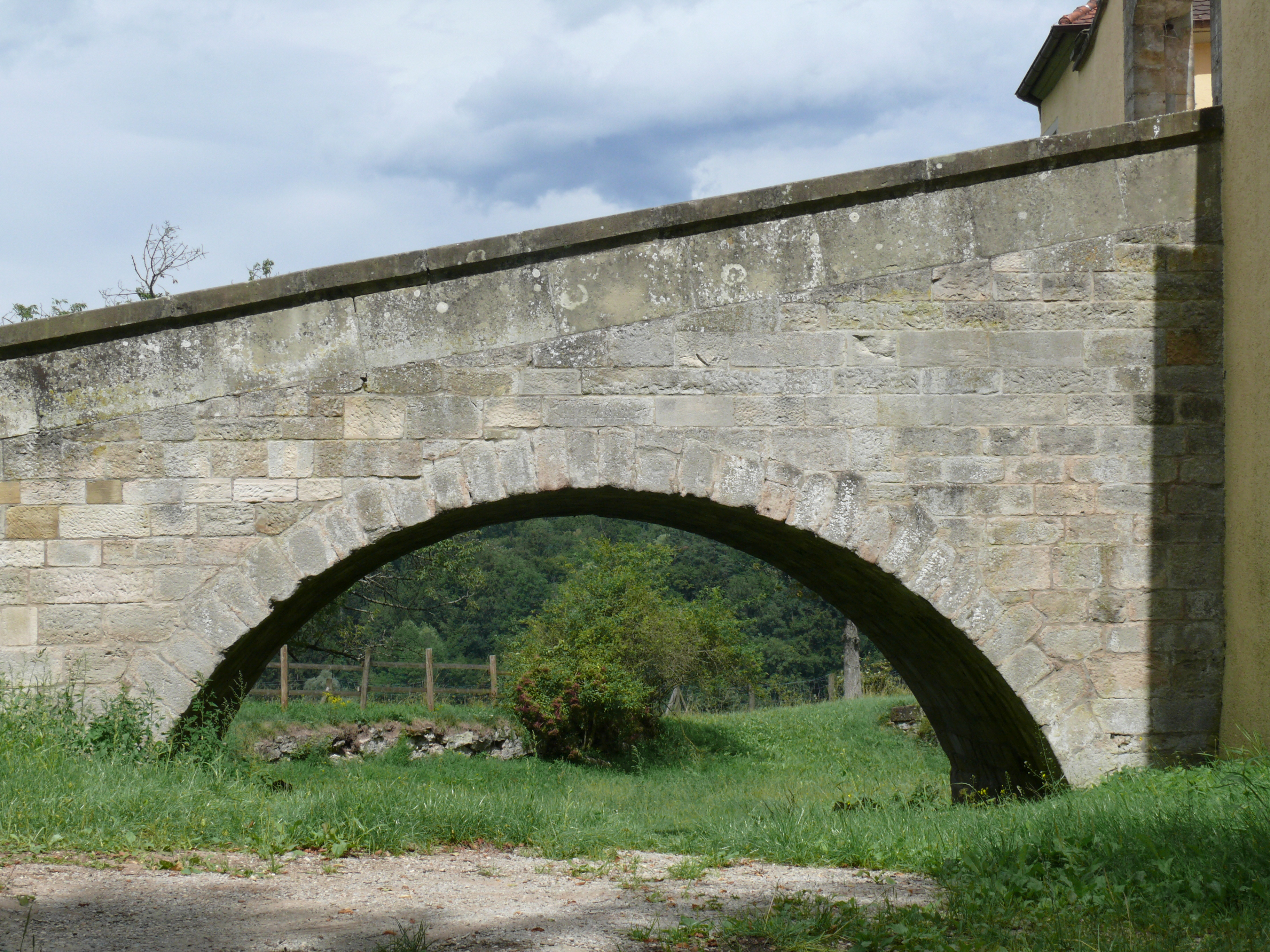
Каменный мост, ведущий в замковый комплекс
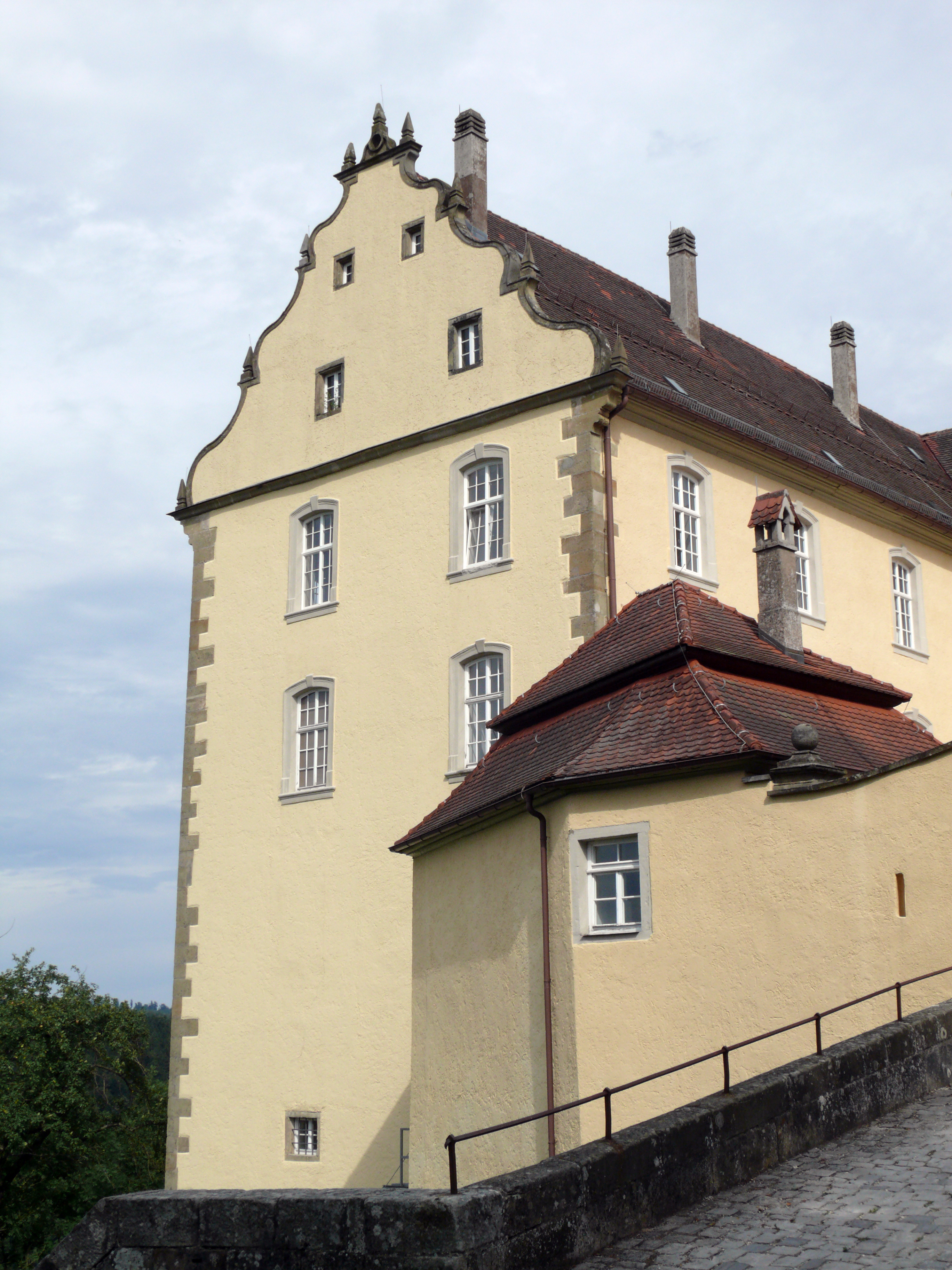
Северный флигель комплекса
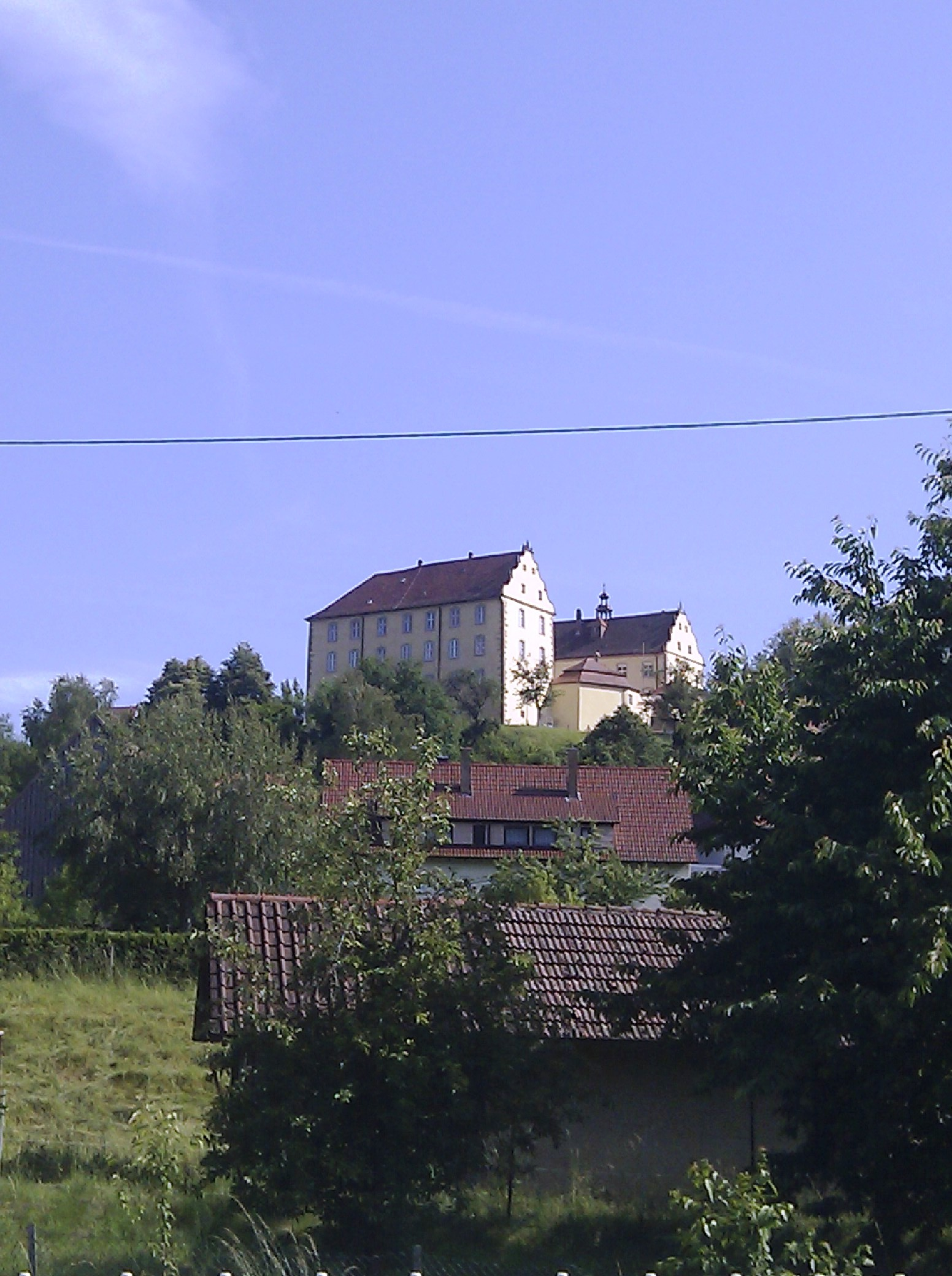
Вид замка с юго-западной стороны
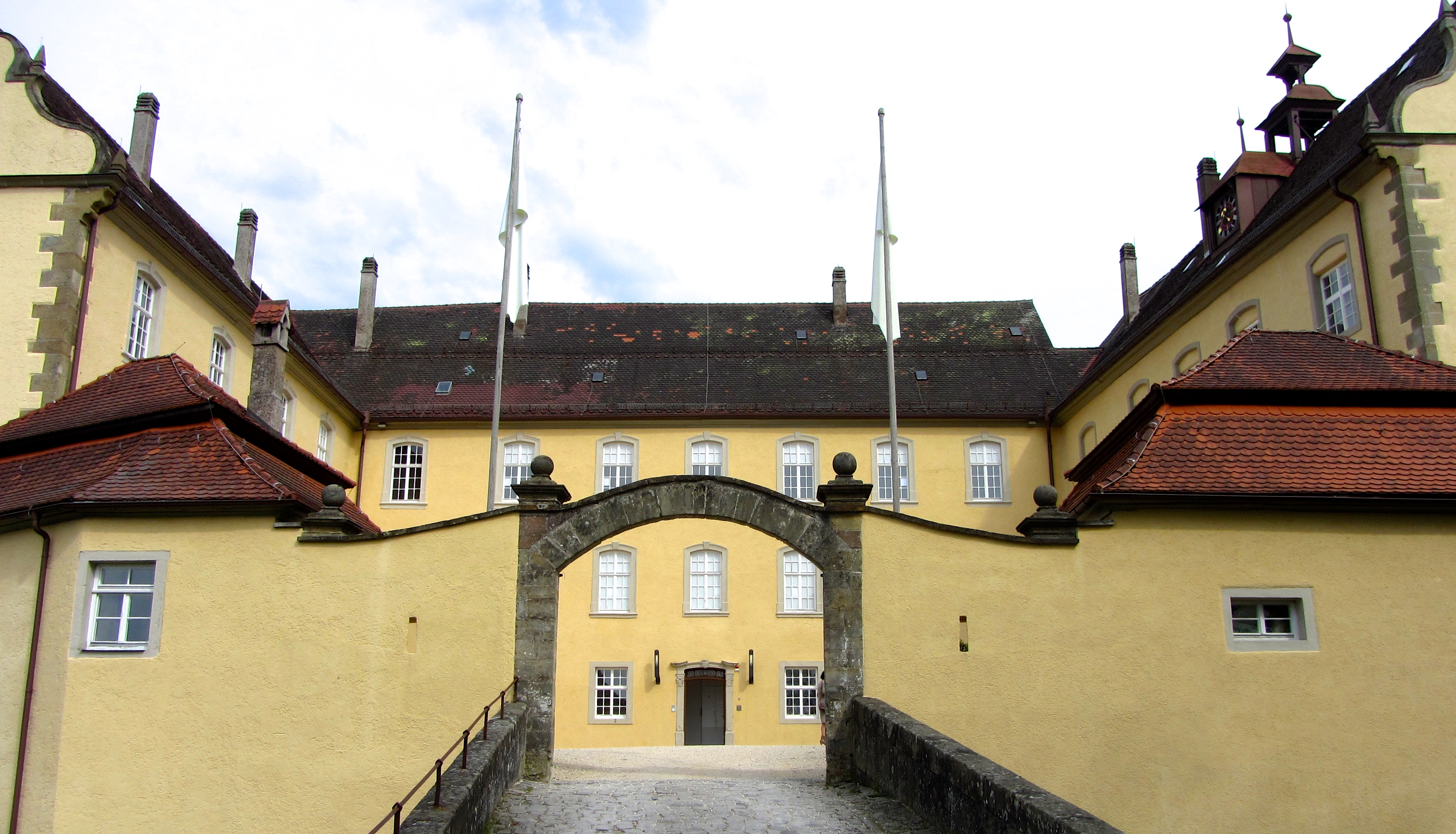
Ворота, ведущие во внутренний двор
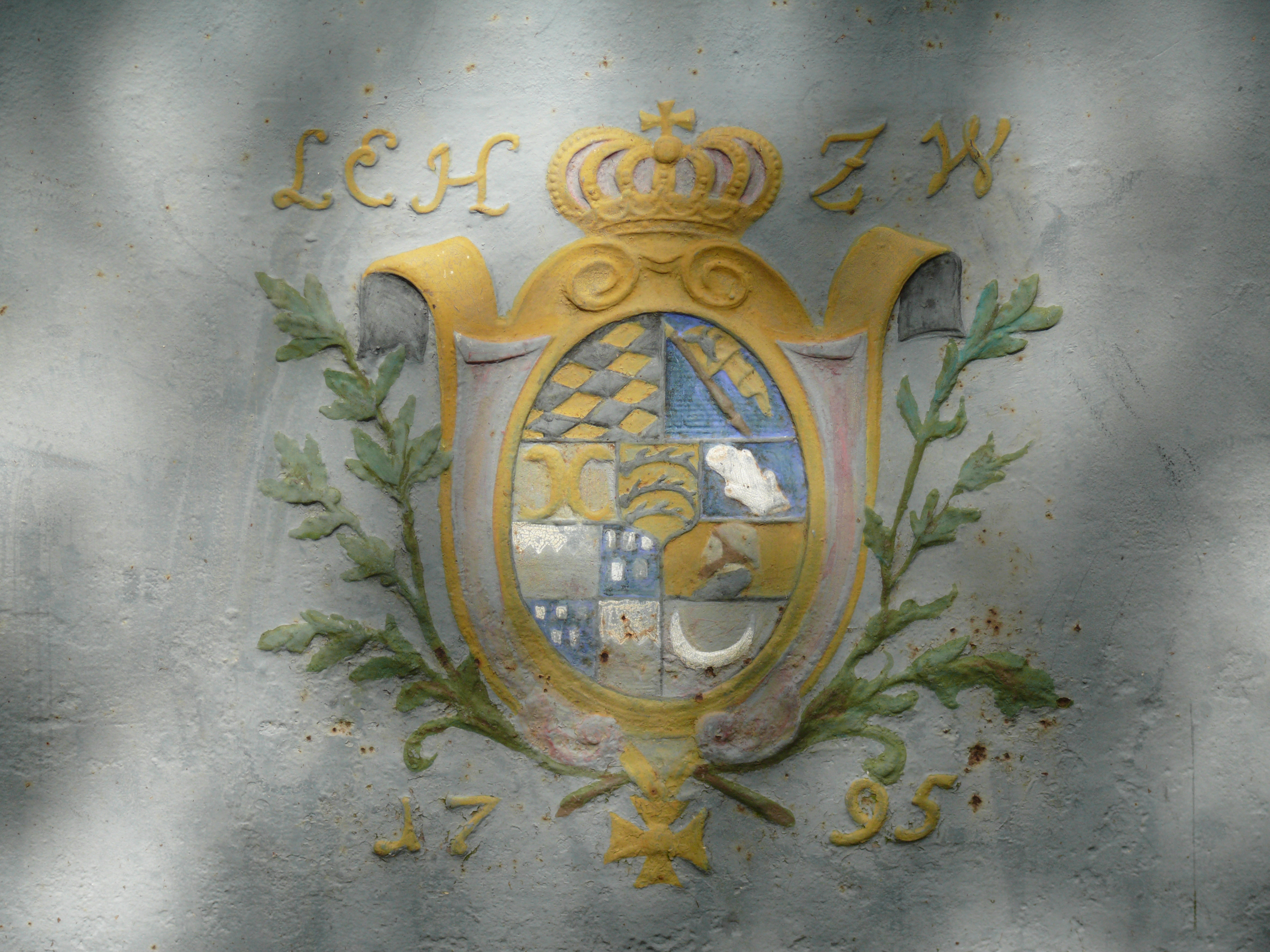
Герб, созданный в 1795 году